# Селе-при-Полскаві
Селе-при-Полскаві (словен. Sele pri Polskavi) — поселення в общині Словенська Бистриця, Подравський регіон‎, Словенія.